# Musique byzantine (Léo Ferré)
Musique byzantine est une émission radiophonique conçue et animée par Léo Ferré. Elle a été diffusée hebdomadairement sur Paris-Inter, ancêtre de France Inter, d'octobre 1953 à juillet 1954. Chaque émission propose une sélection d'extraits musicaux d'œuvres du répertoire classique (ou non) et aborde de façon polémique un aspect technique et esthétique de la création musicale, ou bien brosse le portrait critique d'un grand compositeur, sans toutefois retracer toute l'histoire de la musique occidentale depuis ses origines ni viser à l'exhaustivité. Ferré se concentre sur « le terminus », considérant que l'art musical de son temps est entré en décadence. 
Les textes rédigés pour ces émissions ont été publiés pour la première fois en 1999.

## Historique
Depuis la fin 1947, parallèlement à son activité d'auteur-compositeur-interprète, Léo Ferré produit et anime sur Paris-Inter plusieurs cycles d'émissions consacrées à la musique classique, et notamment la musique contemporaine russe : Musique russe puis Musique de l'Est. Dans Musique byzantine (1953-54), dont il compose le générique, il élargit son propos à des questions esthétiques sur la tonalité, l'exotisme, la mélodie, l'opéra (« chanson du riche »), l'ennui, l'originalité ou la « musique guimauve », et affirme avec une acuité polémique ses conceptions anti-modernes.
Il s'interroge sur la profusion de l'offre musicale (alors bien moindre qu'aujourd'hui) et la saturation de l'oreille. Il épingle la réification et la banalisation de la musique assujettie au commerce industrialisé (« la musique de conserve », la sur-représentation d'un jazz de grande consommation au détriment de musiques plus authentiques). Il moque et déplore la décadence intellectualiste en quoi consiste la recherche éperdue de procédés et de systèmes (« le terminus des dilettantes »), incarnée à ses yeux par les avant-gardes, au premier rang desquelles la musique sérielle qui s'impose progressivement. 
Ferré se concentre sur la fin du XIXe siècle, le premier XXe siècle, et aborde la musique dite contemporaine. Il ne convoque pas du tout les compositeurs médiévaux, renaissants, baroques, mal connus des mélomanes à l'époque car peu servis au disque et peu interprétés au concert (à l'exception de Jean-Sébastien Bach). Il ne s'attarde pas tellement plus sur les classiques, les romantiques et post-romantiques, allemands notamment (Beethoven excepté).
Ces émissions érudites mais accessibles au non spécialiste - une quarantaine au total - expriment l'amour profond de Ferré pour la musique et prennent position avec panache dans le débat artistique en défendant un credo esthétique à contre-courant de celui de l'intelligentsia d'alors.

## Une résurrection partielle
En 1980, la Radio suisse romande invite Léo Ferré à parler de musique classique sur son antenne. Ferré reprend certains des textes de Musique byzantine, qu'il ne modifie pas du tout (« Igor Stravinsky »), un peu (« La Tonalité I », « La Musique de conserve ») ou beaucoup (« La Tonalité II », « La Critique musicale »). Il donne à cette série de cinq émissions le titre De la musique encore et toujours, en clin d'œil au poème « Art poétique » de Paul Verlaine. Mais ce sera sous l'intitulé Le Violon et le Rossignol que l'émission sera finalement diffusée.